# Cipolla rossa di Tropea Calabria
Cipolla rossa di Tropea Calabria (en français : oignon rouge de Tropea Calabre) est le nom d'un produit attribué, par un label de qualité européen, à des bulbes de l'espèce Allium cepa provenant de la Calabre.
Depuis plusieurs siècles, il fait partie intégrante du paysage rural et des recettes traditionnelles calabraises et en 2008 il est protégé par le label d'origine Indicazione geografica protetta.

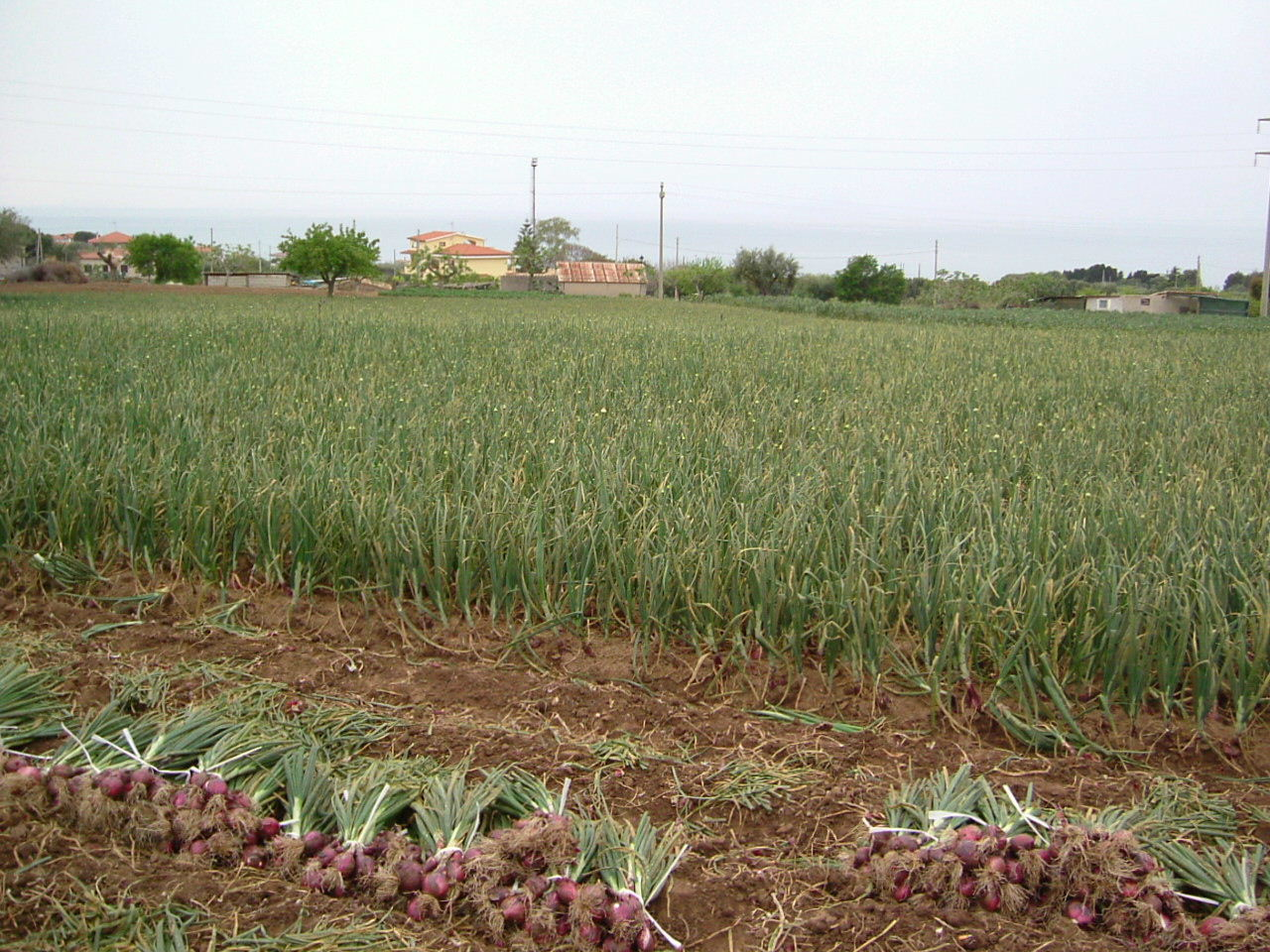
Exploitation agricole à Tropea.

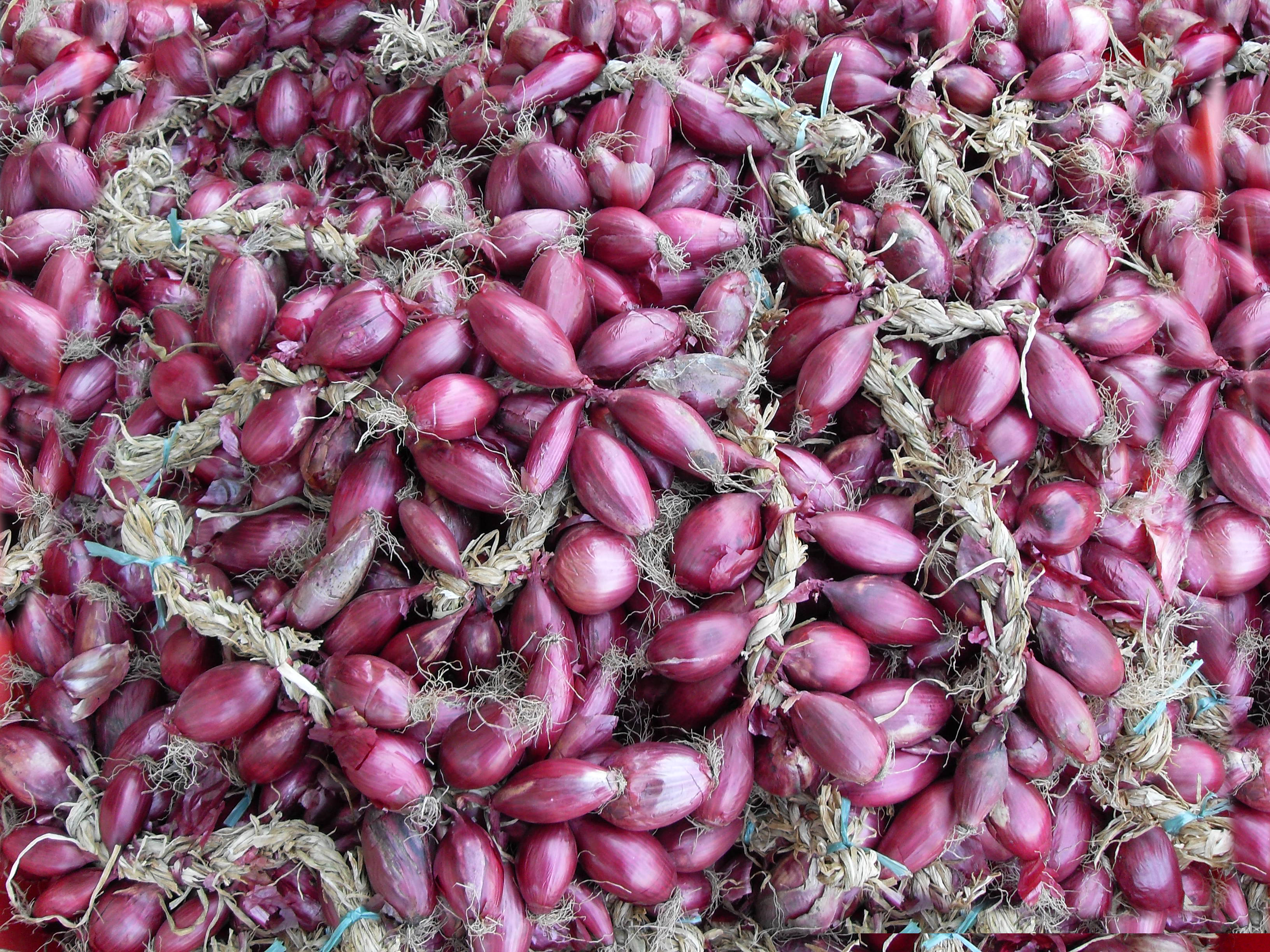
En vrac.

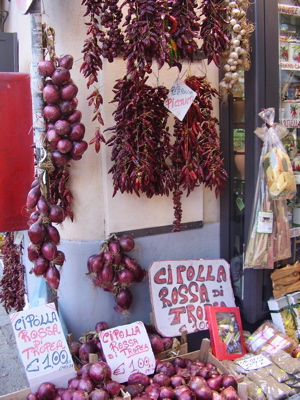
Vente au détail ou en tresse.

## Histoire
Comme l'attestent diverses sources bibliographiques, l'introduction de l'oignon dans le bassin méditerranéen et en Calabre est attribuée d'abord aux Phéniciens, puis aux Grecs. Tout comme l'ail, l'oignon est très présent dans la culture alimentaire du Moyen Âge et de la Renaissance.
Entre 1700 et 1800, les récits des voyageurs en visite sur la côte de la mer Tyrrhénienne font référence à la présence des cipolle rosse dans l'alimentation calabraise. Jusqu'alors commercialisé autour du bassin méditerranéen, sa diffusion connaît un véritable essor vers les pays de l'Europe du Nord durant la période des Bourbons.
En 1929, la construction de l'aqueduc de la Valle Ruffa permet d'irriguer les terres agricoles en améliorant le rendement et la qualité du produit. En 1901, les Studi sulla Calabria (Études sur la Calabre) témoignent de la notoriété de la cipolla et, entre 1936 et 1939, l'Enciclopedia agraria Reda reprend les premiers relevés statistiques effectués sur la culture de l'oignon en Calabre. Rançon du succès, sa dénomination, aujourd’hui protégée, a été souvent l'objet de contrefaçons.

## Caractéristiques
Trois types de produit se distinguent :
- cipollotto : un jeune oignon nouveau de couleur blanc rosé ou violacé à la saveur douce et tendre ;
- cipolla da consumo fresco : un oignon frais de couleur blanc-rouge presque violacé à la saveur douce et tendre ;
- cipolla da serbo : un oignon de conservation de couleur blanc violacé à la saveur douce et croquante.

## Aire géographique
Elle se limite à une partie des communes des provinces de Cosenza,  Catanzaro et  Vibo Valentia.